# Dzsahrá kormányzóság

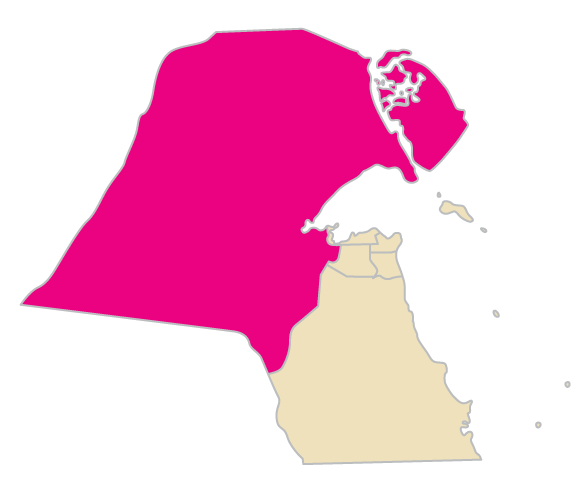
Dzsahrá kormányzóság elhelyezkedése Kuvaiton belül

El-Dzsahrá kormányzóság (arab betűkkel محافظة الجهراء [Muḥāfaẓat al-Ǧahrāʾ]) Kuvait hat kormányzóságának legnagyobbika az ország északi részén. Nyugaton, északon és északkeleten Irak, keleten a Perzsa-öböl, a főváros és Farvánijja, délkeleten Ahmadi kormányzóság, délen pedig Szaúd-Arábia határolja. Területe 12 750 km², azaz Kuvait teljes kiterjedésének több mint 60%-a, népessége a 2008-as adatok szerint 420 674 fő. Hozzá tartozik a Satt el-Arab kijáratánál fekvő két lakatlan hordaléksziget, Varba és Búbiján szigete. Kormányzója Mubárak al-Hudúd al-Dzsábir asz-Szabáh.
1990-ben a szomszédos Irak megszállta Kuvaitot, s néhány hét múlva beolvasztotta. A Dzsahrá kormányzóságot akkor egyesítették a szomszédos bászrai kormányzósággal, míg a déli területeken megszervezték a kuvaiti kormányzóságot. A korábbi területi elrendezkedés az öbölháború után állt helyre.

## Fordítás
Ez a szócikk részben vagy egészben  a(z)   محافظات الكويت című arab Wikipédia-szócikk ezen változatának fordításán alapul.  Az eredeti cikk szerkesztőit annak laptörténete sorolja fel. Ez a jelzés csupán a megfogalmazás eredetét és a szerzői jogokat jelzi, nem szolgál a cikkben szereplő információk forrásmegjelöléseként.